# Ortheziolacoccus fercsii
Ortheziolacoccus fercsii  (лат.) — вид мелких пластинчатых червецов семейства Ortheziidae. Эндемик Танзании.

## Распространение
Африка: Танзания (на высоте 1680 м).

## Описание
Мелкие пластинчатые червецы. Сверху спина самок покрыта белыми восковыми пластинками. Обнаружены на листьях, питаются соками растений. Апикальный сегмент усиков имеет длину 560 мкм. Тибиотарзус (голень+лапка) задней ноги имеет длину 830 мкм. Этот вид сходен с видами O. benedictyae и O. williamsi по наличию узкой области в дорзомедиальной части груди и брюшка и по наличию треугольных восковых пластинок на задних двух парах ног. Вид был впервые упомянут под эти названием в 1999 году венгерскими энтомологом Ференцем Кошаром (Ferenc Kozáry; Plant Protection Institute, Centre for Agricultural Research, Hungarian Academy of Sciences, Будапешт, Венгрия), а научно описан в 2000 году. Таксон включён в состав рода Ortheziolacoccus Kozár, 2004 вместе с видами O. angolaensis, O. barrosmachadoi, O. demeteri, O. williamsi, O. benedictyae, O. giliomeei, O. jermyi, O. madecassa, O. mahunkai, O. millari, O. multisetosus, O. nelliae, O. saringeri, O. ethiopiensis и другими.